# Horovîțea, Slavuta
Horovîțea (în ucraineană Хоровиця) este un sat în comuna Polean din raionul Slavuta, regiunea Hmelnîțkîi, Ucraina.

## Demografie
Componența lingvistică a localității Horovîțea
     Ucraineană (99,04%)
     Alte limbi (0,96%)
Conform recensământului din 2001, majoritatea populației localității Horovîțea era vorbitoare de ucraineană (99,04%), existând în minoritate și vorbitori de alte limbi.